# Der Sargschreiner
Der Sargschreiner, alternativ auch Der Sargmacher (russisch Гробовщик), ist eine kurze Erzählung des russischen Dichters Alexander Puschkin. Die Geschichte erschien zusammen mit anderen Geschichten in dem Kurzgeschichtenband (russisch Повести покойного Ивана Петровича Белкина Powesti pokoinowo Iwana Petrowitscha Belkina) im Jahr 1831.

## Inhalt
Die Kurzgeschichte handelt von einem Sargschreiner namens Adrian Prochorov, der aus dem Nordosten von Moskau in ein Viertel westlich des Kremls zieht (heute beides im Zentralen Verwaltungsbezirk der Stadt). Prochorov wird als kühler, organisierter Mensch beschrieben, der nicht von seinen Routinen abweichen will. Schon bald eröffnet er sein Geschäft in seiner neuen Nachbarschaft. Bald darauf macht er Bekanntschaft mit seinen Nachbarn, größtenteils deutsche Kaufleute, die ihn besuchen. Der Kaufmann Gottlieb Schultz lädt ihn zu seiner Silberhochzeit ein, zu der auch die anderen örtlichen Händler eingeladen sind. Nach dem Abendessen spielen sie Karten und amüsieren sich, daraufhin werden einige Trinksprüche ausgesprochen. Prochorov fühlt sich beleidigt, nachdem ein Gast im Spaß auf die Gesundheit von Prochorovs Kunden anstößt, woraufhin er ausruft, dass er seine Einweihungsfeier lieber mit seinen Kunden als mit seinen Nachbarn feiern will. Zu seinem Erschrecken haben alle wiederauferstandenen Leichen seine Einladung akzeptiert und befinden sich in seinem Haus, als er zurückkehrt. Sogar sein erster Kunde, der in Form eines Skeletts erscheint, nahm die Einladung an. Die Leichen beschuldigen ihn des Betrugs, des Wuchers und anderer Dinge. Daraufhin wird er von einer Haushälterin geweckt und er bemerkt, dass es ein Traum war und er sehr betrunken war. Er fordert die Haushälterin auf, seine Töchter herbeizurufen und Tee zu machen.